# Kuratienkirche Marul

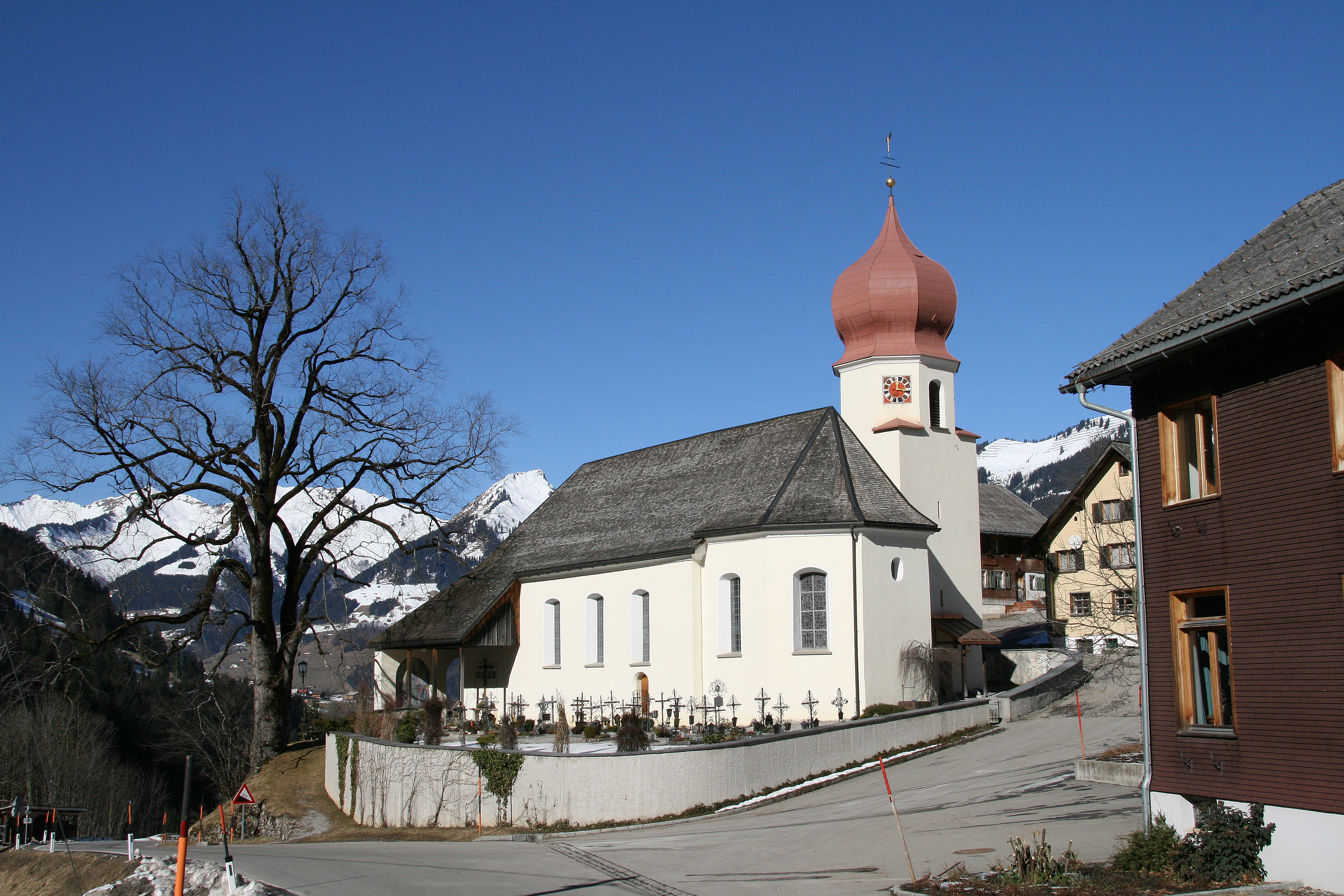
Kuratienkirche Marul

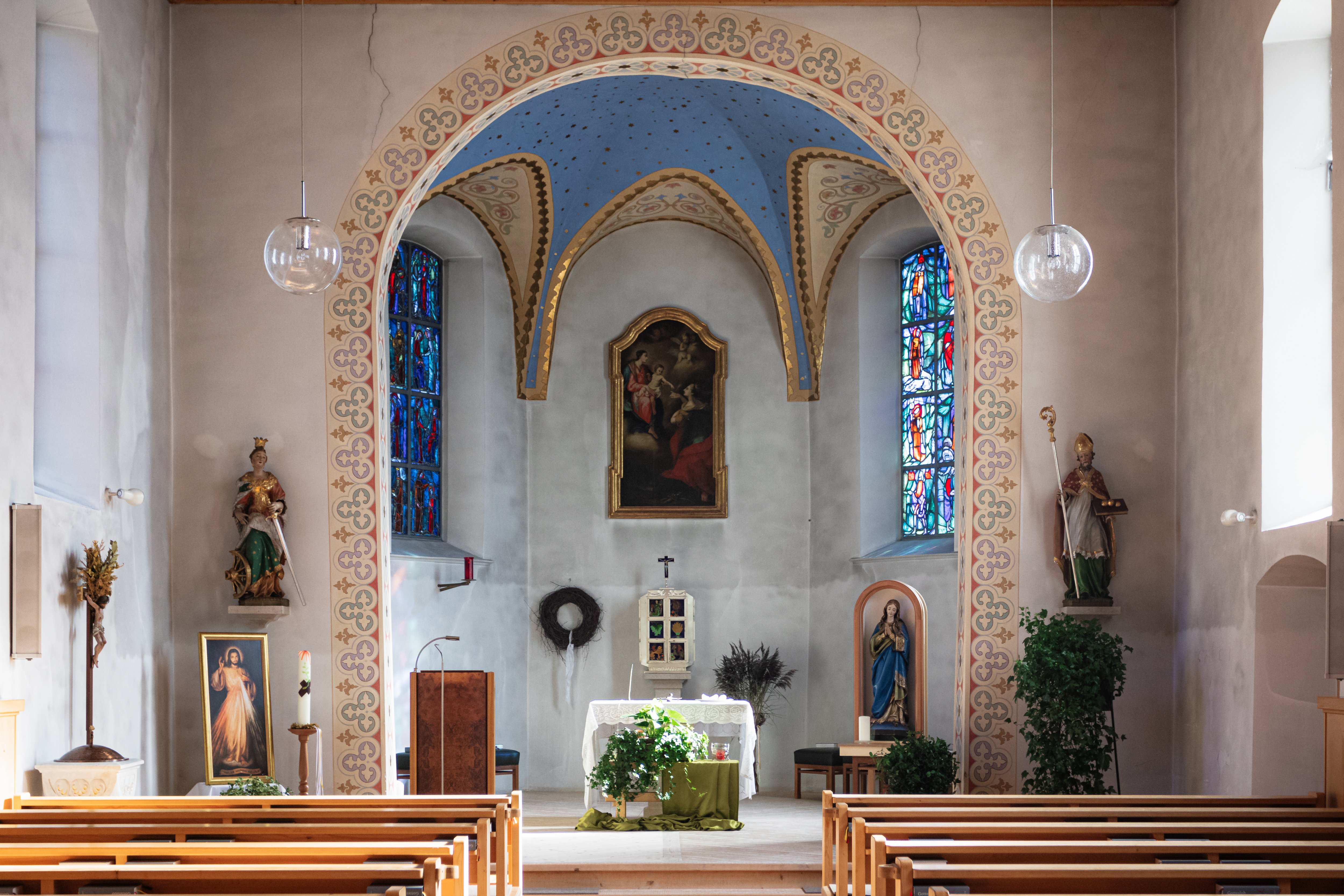
Innenansicht vom Langhaus zum Chor

Die Kuratienkirche Hl. Katharina ist eine römisch-katholische Kirche im Ortsteil Marul in der Gemeinde Raggal im Großen Walsertal und ist von einem ummauerten Friedhof umgeben.
Anfang war 1670 ein Bildstock, zu dem im Jahre 1687 eine Liebfrauenkapelle errichtet wurde. Die Kapelle wurde 1738 zur Lokalkaplanei erhoben. Der Neubau einer Kirche erfolgte im Jahre 1756 und der Kirchturm wurde 1757 errichtet. Das Langhaus wird mit einer Holzfelderdecke abgeschlossen.
Die Glasfenster im Chor und der Tabernakel sind nach einem Entwurf von Mila Bjelik-Stöhr aus 1948. Die Holzreliefs Verkündigung und Heilige Familie aus den Jahren 1950 und 1952 sind von Käthe Sinz. Die Kreuzwegstationen in Fresko wie auch ein Wandbild Erzengel Michael in Fresko beim Kriegerdenkmal sind von Andreas Amann aus dem Jahre 1949.
Die Orgel aus dem Jahre 1901 ist vom Orgelbau Anton Behmann.